# Dommelse Watermolen
De Dommelse Watermolen is een watermolen die zich bevindt op de Dommel nabij het dorp Dommelen. Het betreft een dubbele onderslagmolen die zowel de functie van korenmolen en van oliemolen vervult. Verder was de molen in gebruik als schorsmolen.
Deze watermolen werd voor het eerst vermeld in de 2e helft van de 14e eeuw. Vermoedelijk zijn de documenten die over de oprichting ervan berichten door brand verloren gegaan. Van 1422 stamt een document waarin Hendrik van Ranst, die Heer was van Boxtel en Liempde, de molen verpachtte. In 1545 was ze eigendom van Jan van Cortenbach, heer van Helmond en Keerbergen, en later kwam ze in handen van de familie Van der Clusen, die heren waren van Waalre, Valkenswaard en Aalst. In 1747 werd de molen bezit van het nonnenklooster te Arendonk, dat het moederklooster was van de voormalige Abdij Agnetendal te Dommelen. Daarop werd het de boeren door de machthebbers van de Republiek verboden om hun graan op deze molen te laten malen.
In 1749 werd de molen gekocht door Johannes Janszn. Ceunen. Hij verpachtte de molen aan derden, evenals de korenwatermolens in Valkenswaard en Westerhoven die eveneens in zijn bezit waren. Kleinzoon Joannes Evert Keunen werd burgemeester van Dommelen, twee andere kleinzoons fabrikant in Eindhoven. Toen in 1860 de Dommelse watermolen door de Eindhovense Keunens werd verkocht, wilde Joannes Evert Keunen de watermolen niet meer zien. Maar hij moest er wel iedere dag langs om zijn ambt als burgemeester in Dommelen uit te kunnen oefenen. Daarom liet hij op eigen kosten op 500 meter ten zuiden van de molen een tweede brug bouwen, de zogenaamde burgemeestersbrug die nu niet meer bestaat. Deze geschiedenis is opgetekend door de schrijver Uri Noteboom in het na zijn overlijden door Antoon Coolen uitgebrachte boek: Het land der Sniedersen (1948).
In 1916 ging de beheerder van de molen, Fons Willems, op 56-jarige leeftijd plotseling het Trappistenklooster Lilbosch te Echt in, waar zijn dorpsgenoot Cornelis van den Eijnden als Dom Victor abt was. Toen viel Ceel van den Eijnden, de knecht, voor hem in. In 1900 pachtte hij de molen en, samen met zijn zoon Pau, wist hij de molen tijdens de Tweede Wereldoorlog te benutten als onderduikadres en om illegaal graan te malen voor de bevolking. In 1938 was de vervallen oliemolen afgebroken. Door huwelijk van dochter Alda Willems met Willem Snieders, mede-eigenaar van de Dommelsche Bierbrouwerij, kwam de molen in eigendom van deze brouwerij. Doch toen de brouwerij in 1968 werd overgenomen door Brouwerij Artois wilde de laatste de molen niet onderhouden, tenzij het een horecagelegenheid zou worden. Dit leidde tot een rechtszaak waarbij Pau van den Eijnden won en de molen als rijksmonument werd veiliggesteld. Stella verkocht de molen voor 1 gulden aan de gemeente Valkenswaard.
Tot 1977 produceerde de molen nog meel voor bakkerijen en mengvoeders. Het accent verlegde zich daarna naar de productie en de verkoop van consumptiemeel voor thuisbakkers en hobby- en speciaalvoeders. In 1977 werd het westelijke molengebouw, de korenmolen, opnieuw van planken voorzien, maar het houtskelet, dat vermoedelijk uit de 19e eeuw stamt, bleef ongewijzigd. Het oostelijke molengebouw, de oliemolen, werd opnieuw opgebouwd, ditmaal als woonhuis. Pau overleed echter in 1983, maar zijn weduwe is er blijven wonen. Hun zoon Maurice van den Eijnden werd nadien molenaar.
Hoewel de molen niet meer in gebruik is, is hij volkomen maalvaardig. Ook vanuit landschappelijk oogpunt is hij belangwekkend.

## Nabijgelegen watermolens
Stroomafwaarts vond men op de Dommel de Loondermolen, en stroomopwaarts vindt men de Venbergse Watermolen.